# Windsor-Sonde
Die Windsor-Sonde (im Englischen Windsor probe) ist eine halbdestruktive (manchmal auch als nichtdestruktiv eingeordnete) In-situ-Methode zur Messung der Druckfestigkeit von Beton und anderen Materialien (wie Ziegel). 
Dabei wird eine genormte metallische Sonde (rund 8 Millimeter Durchmesser, gehärtetes Metall) mit einer Spezialpistole, die auf dem Beton aufgesetzt wird, auf die Betonoberfläche geschossen und die Eindringtiefe des Projektils gemessen. Das Ergebnis hängt auch von der Oberflächenhärte ab (Mohs-Skala, abhängig von den Zuschlagstoffen des Betons) und es gibt digitale Geräte, die aus der Eindringtiefe und Eingabe der Oberflächenhärte die Druckfestigkeit bestimmen. Gemessen wird an jeweils drei Stellen mit einem Mindestabstand, wozu eine dreieckige Schablone verwendet wird.
Das Ergebnis beruht auf empirischen Korrelationen zwischen Druckfestigkeit und den Messergebnissen mit der Windsor-Sonde.
Das Verfahren wird im angelsächsischen Raum verwendet und darüber hinaus. Es ist in einer ASTM-Norm festgelegt.